# Rudolf Walcher von Uysdal
Rudolf rytíř Walcher von Uysdal (1839 – 1917, Vídeň) byl dlouholetý ředitel Těšínské komory (Erzherzogliche Kammer) a významná osoba Rakousko-Uherského průmyslu ve Slezsku konce 19. století a na začátku 20. století.
V Těšínské komoře pracoval nejprve jako úředník . V jejím čele stál od 70. let 19. století až do roku 1904. Dne 27. května 1899 obdržel čestné občanství města Těšín . Taktéž byl čestným občanem města Jablunkova.
Po havárii v dolech Larische-Mönicha v roce 1894 inicioval vznik sebezáchranného přístroje, který by umožnil horníkům přežít než se k nim dostanou záchranáři, nebo než se jim podaří dostat k východu z dolu. Pro konstrukci přístroje pozval vídeňského doktora a vynálezce, profesora Gustava Gaertnera. Sebezáchranný přístroj dostal jméno Walcher-Gartner a byl v době monarchie vyráběn firmou Waldek, Wagner & Benda.